# Palazzo Tiepolo

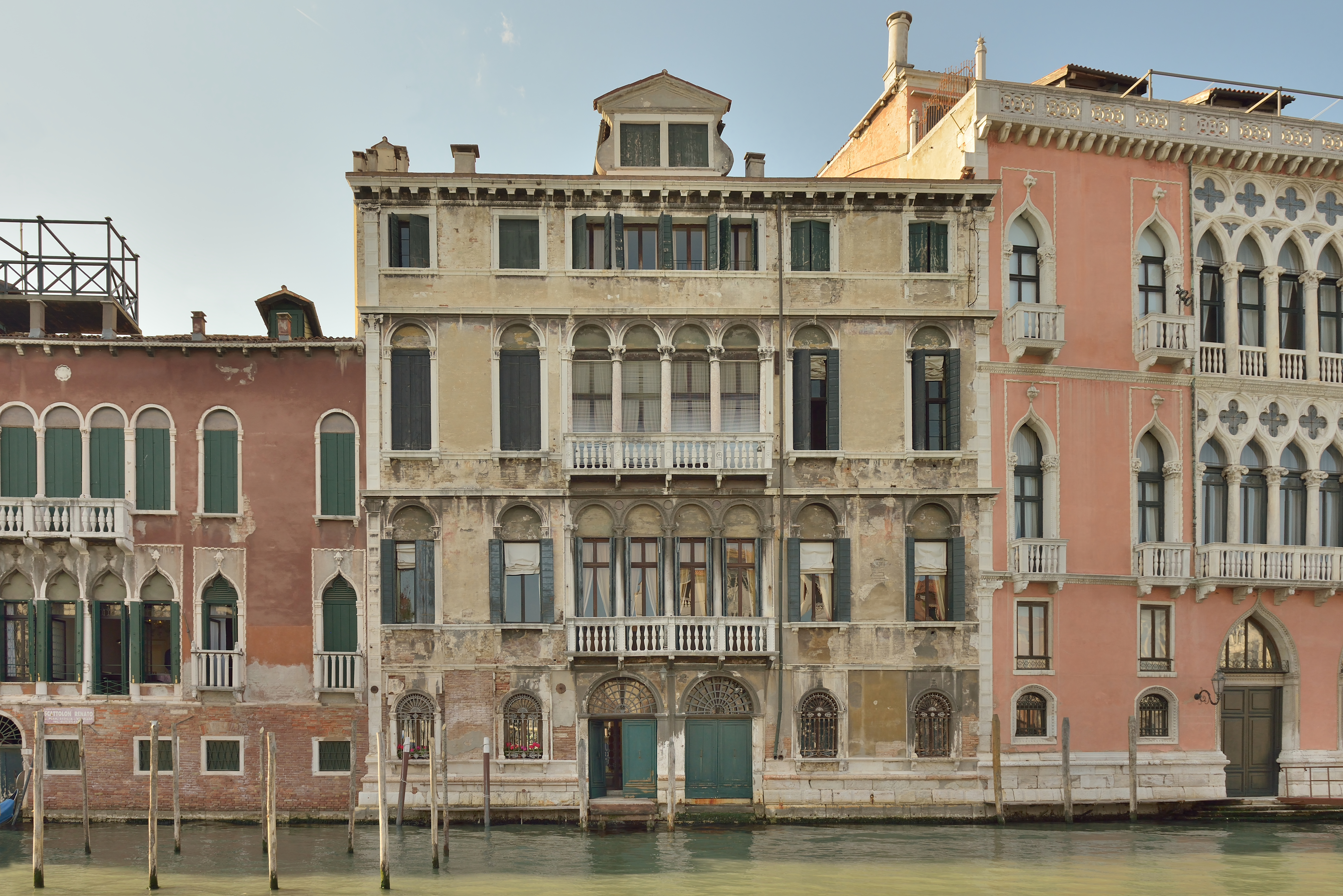
Paläste am Canal Grande; von links nach rechts: Palazzo Soranzo Pisani, Palazzo Tiepolo, Palazzo Pisani Moretta

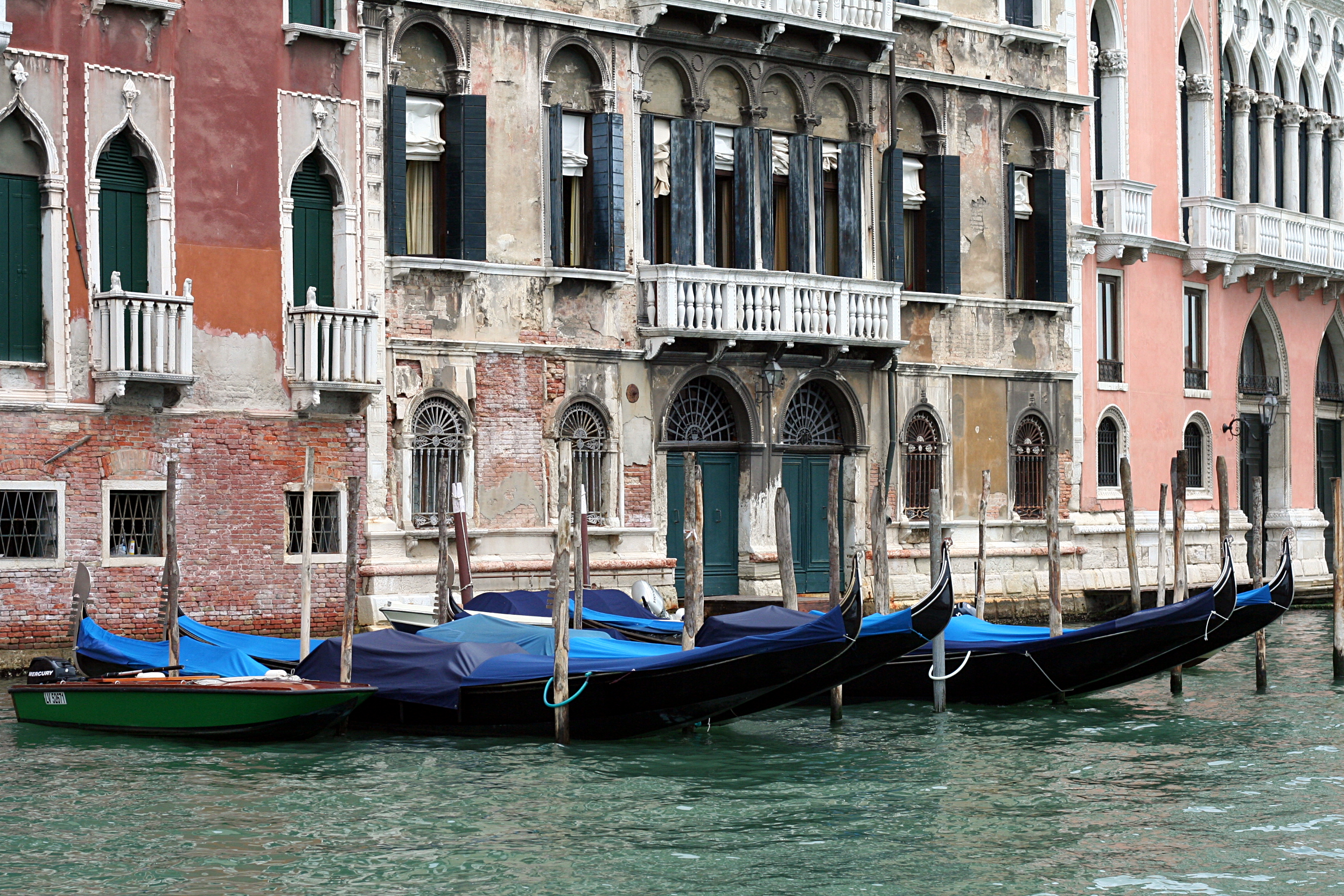
Gondeln neben dem Palazzo Tiepolo am Canal Grande festgemacht.

Der Palazzo Tiepolo ist ein Stadtpalast im venezianischen Sestiere San Polo mit der Adresse San Polo 2774. Das Bauwerk blickt auf den Canal Grande, an dessen rechtem Ufer es steht, und erhebt sich zwischen dem Palazzo Soranzo Pisani (San Polo 2781) und dem Palazzo Pisani Moretta. Es wurde von der Familie Querini Mitte des 16. Jahrhunderts an der Stelle eines älteren Palastes erbaut und war danach im Besitz der Tiepolo und der Passi. Auch heute befindet er sich in privatem Besitz.
Der Baumeister ist nicht bekannt. Er errichtete den Palast im Stil der Renaissance, wobei sich über dem piano terra (pé pian) zwei piani nobili (soleri) erheben sowie ein soppalco unterhalb des Daches. 
Auf der Fassade finden sich noch Reste der Fresken, die Andrea Meldola (1522–1563) schuf. Die Innenräume sind mit polychromen Stuckarbeiten ausgestattet, während der Portego mit Fresken von Jacopo Guarana geschmückt ist.
Franz Joseph von Bülow wohnte bis zum Ausbruch des Ersten Weltkrieges im Palazzo Tiepolo.